# フレンドフレンド
フレンド♡フレンドは、2014年から2016年まで活動していた日本の女性アイドルグループ。ケースエンターテイメント所属。愛称は「フレフレ」。

## 概要
キャッチフレーズは「友達の友達はみんな友達、世界に広げよう友達の輪!」。コンセプトは「応援してくれるファンの架け橋となり、フレフレに会いに来たお客さん全員が友達になるアイドル！目指すは、全国47都道府県の人とつながり、フレフレ共和国を作ろう！を目標に様々な企画を交えながらLIVE活動を行います。また、メンバー1人1人も『友達に１人はいそう』と感じるような、それぞれの個性際立つメンバーが集結。パワフルなダンスパフォーマンスでこれから全国へと飛び立ちます！」。

## 略歴
2014年8月7日にTwinBox AKIHABARAでALLOVER定期公演に出演してステージデビュー。
2015年1月26日からTwinBoxAKIHABARAにて定期公演が組まれ、同時にシングルを発売した。
2016年12月26日に解散した。

## メンバー
| 名前                   | 愛称       | 誕生日   | 出身地   | 備考           |
| ---------------------- | ---------- | -------- | -------- | -------------- |
| 秋月未久 あきづき みく | みっきゅん | 9月4日   | 東京都   | MC担当         |
| 黄瀬ななみ きせ ななみ | ななみん   | 5月18日  | 埼玉県   | ダンスリーダー |
| 田中理奈 たなか りな   | りぃたん   | 11月11日 | 東京都   |                |
| 榎本有莉 えのもと ゆり | ゆんちゃん | 3月27日  | 神奈川県 |                |

## 略歴
2014年
- 8月7日 TwinBox AKIHABARAで『ALLOVER定期公演』に出演してステージデビュー。
- 8月20日 TwinBox AKIHABARAで『アキシブproject定期無料公演』に出演。
- 8月30日 UENO BRASHで『GIRLS MUSIC SQUARE@BRASH』に出演。
- 11月30日 新木場STUDIO COASTで『TOKYO IDOL WARS 2014 〜大江戸唄姫合戦〜』に出演。
- 12月21日 新木場 STUDIO COASTで『Girl’s Bomb!! 〜今年もありがとうございました！ 年末大大感謝スペシャル〜 』に出演。
- 12月27日 エプソン アクアパーク品川（品川ステラボール）で『TIARA IMPACT Vol.3』に出演。

2015年
- 1月3日 Shibuya O-EAST（TSUTAYA O-EAST）で『Girl’s Bomb!! 〜新春特別企画！今年もよろしくお願いします！〜』に出演。
- 1月20日 TwinBox AKIHABARAで黄瀬ななみと田中理奈が『ALLOVERnx研修キックオフイベント』でお披露目。
- 1月26日 TwinBox AKIHABARAで隔週定期公演（第二、第四月曜日）スタート。
- 1月26日 シングルCD「New day」を発売。

## 作品

### シングル
1. 1New day（2015年1月26日、CSET-1001 & CSET-1002）
  - ラボラトリー
  - New day
  - Hello good-bye（A盤のみ）
  - 誰かが引いた線（B盤のみ）

### オリジナル曲
- ラボラトリー
  - 作詞・作曲：戎谷翔
- Hello Good-Bye
  - 作詞・作曲：戎谷翔
- New Day
  - 作詞・作曲：戎谷翔
- 誰かが引いた線
  - 作詞・作曲：戎谷翔

## 出演

### 雑誌
- LIVEアイドル図鑑 vol.5（オークラ出版）

### ラジオ
- ラジオ日本『60TRY部』（2015年5月29日）

### インターネット
- 音楽番組『新宿ステラハウス』（2015年1月25日)